# Міклаше
Міклаше (пол. Mikłasze) — село в Польщі, у гміні Орля Більського повіту Підляського воєводства.
Населення — 133 особи (2011).
У 1975-1998 роках село належало до Білостоцького воєводства.

## Демографія
Демографічна структура станом на 31 березня 2011 року:
|          | Загалом | Допрацездатний вік | Працездатний вік | Постпрацездатний вік |
| -------- | ------- | ------------------ | ---------------- | -------------------- |
| Чоловіки | 67      | 6                  | 40               | 21                   |
| Жінки    | 66      | 7                  | 29               | 30                   |
| Разом    | 133     | 13                 | 69               | 51                   |